# Tudor Vladimirescu (gmina w okręgu Gałacz)
Tudor Vladimirescu – gmina w Rumunii, w okręgu Gałacz. Obejmuje tylko jedną miejscowość Tudor Vladimirescu. W 2011 roku liczyła 4872 mieszkańców. 